# Сен-Мартен-де-Бром
Сен-Марте́н-де-Бром (фр. Saint-Martin-de-Brômes, окс. Sant Martin de Bromes) — коммуна во Франции, находится в регионе Прованс — Альпы — Лазурный Берег. Департамент коммуны — Альпы Верхнего Прованса. Входит в состав кантона Валансоль. Округ коммуны — Динь-ле-Бен.
Код INSEE коммуны — 04189.

## Население
Население коммуны на 2008 год составляло 512 человек.
| 1962 | 1968 | 1975 | 1982 | 1990 | 1999 | 2008 |
| ---- | ---- | ---- | ---- | ---- | ---- | ---- |
| 167  | 222  | 217  | 244  | 339  | 403  | 512  |

## Экономика

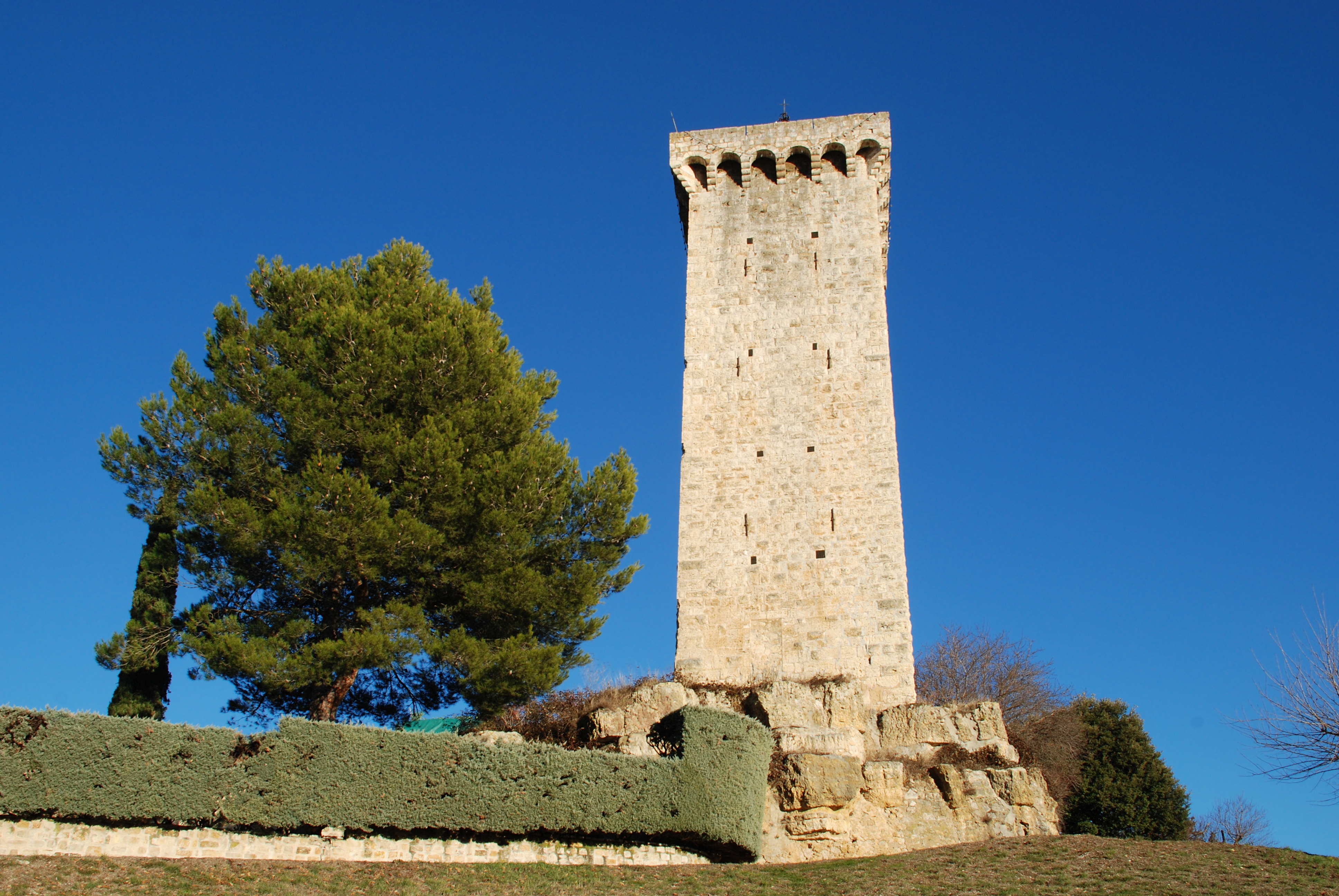
Башня

В 2007 году среди 308 человек в трудоспособном возрасте (15—64 лет) 208 были экономически активными, 100 — неактивными (показатель активности — 67,5 %, в 1999 году было 71,5 %). Из 208 активных работали 172 человека (95 мужчин и 77 женщин), безработных было 36 (14 мужчин и 22 женщины). Среди 100 неактивных 13 человек были учениками или студентами, 60 — пенсионерами, 27 были неактивными по другим причинам.

## Достопримечательности
- Башня тамплиеров
- Мост через реку Колостр (после 1650 года)
- Приходская церковь Сен-Мартен, исторический памятник
- Кладбище Меровингов в ущелье Пине